# Nellie McKay (Literaturwissenschaftlerin)
Nellie Yvonne McKay (geborene Reynolds; * 12. Mai 1930 in New York; † 22. Januar 2006 in Madison, Wisconsin) war eine US-amerikanische Literaturwissenschaftlerin. Sie war die erste schwarze Professorin für afroamerikanische Literatur.

## Leben
Henry Louis GatesMcKay wuchs in New York als Tochter karibischer Immigranten auf. 1969 erwarb sie den Bachelor Degree am Queens College der City University of New York, an der Harvard University 1971 ihren Master’s Degree und 1977 einen Doktortitel (Ph.D.) ebenfalls dort.
Von 1972 bis 1978 lehrte sie am Simmons College in Boston, seit 1978 an der University of Wisconsin–Madison und baute dort den Zweig afroamerikanische Literatur im Fachbereich Afroamerikanistik mit auf. Als Präsidentin des Midwest Consortium of Black Studies half sie beim Aufbau solcher Abteilungen in der ganzen USA. Sie starb am 22. Januar 2006 an Leberkrebs.

## Themenschwerpunkte
Sie befasste sich vorrangig mit afroamerikanischer Literatur des 19. und 20. Jahrhunderts, mit den Schwerpunkten Belletristik, Autobiografische Schriften und Literatur schwarzer Schriftstellerinnen.

## Schriften
- mit Maureen Honey: Shadowed Dreams: Women's Poetry of the Harlem Renaissance. Rutgers University Press, New Brunswick 1989, ISBN 0-8135-1420-7.
- mit William L. Andrews: Toni Morrison's Beloved: A Casebook. Oxford University Press, Oxford 1999, ISBN 0-19-510797-7.
- mit Henry L. Gates: Norton Anthology of African-American Literature. Norton, New York 2004, ISBN 0-393-97778-1.